# Harpagophoridae
Harpagophoridae är en familj av mångfotingar. Harpagophoridae ingår i ordningen Spirostreptida, klassen dubbelfotingar, fylumet leddjur och riket djur. Enligt Catalogue of Life omfattar familjen Harpagophoridae 177 arter. 

## Dottertaxa till Harpagophoridae, i alfabetisk ordning[1]
- Anurostreptus
- Apoctenophora
- Cambodjostreptus
- Carlogonus
- Cornugonus
- Ctenorangoon
- Cystogonopus
- Drepanopus
- Fageostreptus
- Falcigonopus
- Gongylorrhus
- Gonoplectus
- Harpagophora
- Harpurostreptus
- Indiothauma
- Janardananeptus
- Junceustreptus
- Ktenostreptus
- Lamellostreptus
- Leiotelus
- Leptostreptus
- Organognathus
- Philoporatia
- Phyllogonostreptus
- Picrogonopus
- Poratophilus
- Remulopygus
- Rhynchoproctus
- Sculptulistreptus
- Stenurostreptus
- Thaiogonus
- Thyroglutus
- Thyropisthus
- Thyropygus
- Trigonostreptus
- Tuberogonus
- Uriunceustreptus
- Winklerostreptus
- Zinophora